# Ludwig Guttenbrunn
Ludwig Guttenbrunn, né en 1750 à Vienne ou à Krems et mort le 15 janvier 1819 à Francfort-sur-le-Main, est un peintre autrichien, spécialisé dans les portraits de cour et de l'aristocratie de son époque. Il fut actif à Vienne et en France, puis surtout à Saint-Pétersbourg.

## Biographie
Ludwig Guttenbrunn étudie auprès de Martin Johann Schmidt. Il devient peintre domestique de la famille Esterhazy à partir de 1770. Il peint plusieurs portraits du prince Nicolas Esterhazy et des fresques intérieures pour son palais d'Esterhaza. Il est envoyé par le prince à Rome étudier la peinture, puis à Florence. Son autoportrait se trouve aujourd'hui aux Offices. Il exécute plusieurs portraits à la Cour de France. La révolution le contraint à fuir à Londres, puis à partir de 1795 à Saint-Pétersbourg, où il accomplit la plupart de son œuvre. Il serait retourné en Allemagne vers 1806.

## Œuvres

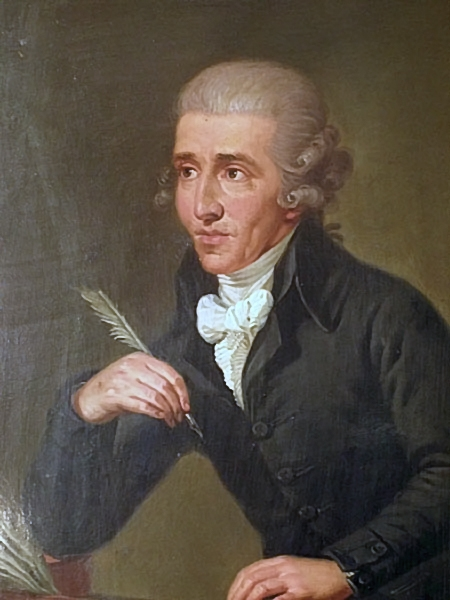
Portrait de Joseph Haydn vers 1770
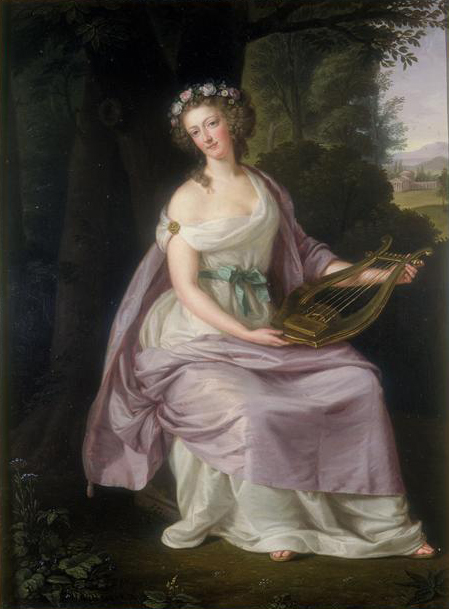
Marie-Antoinette en Erato vers 1788
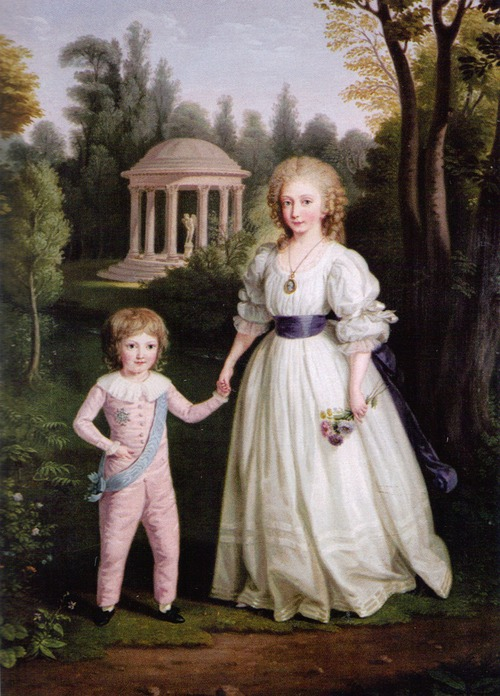
Marie-Thérèse et Louis-Charles de France
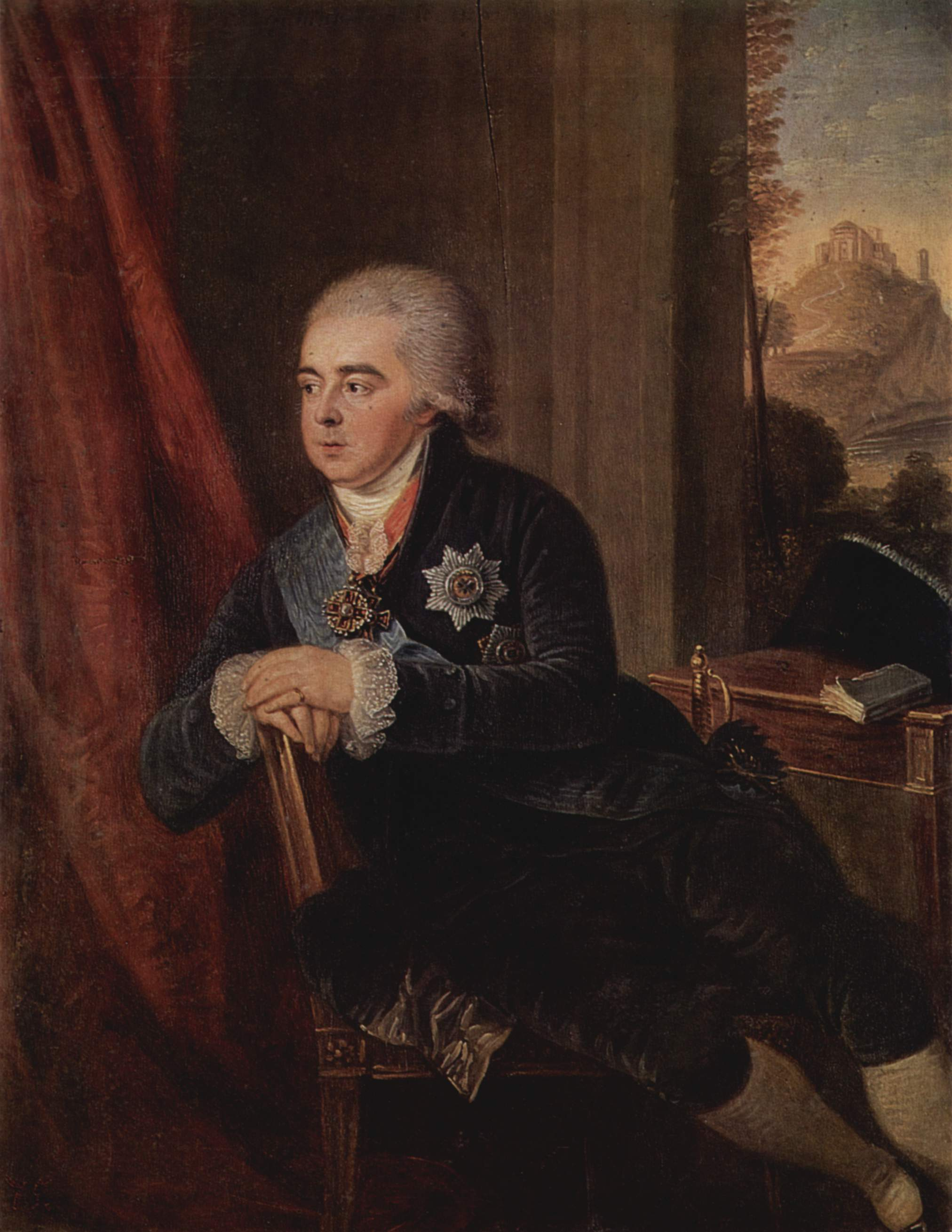
Portrait du prince Kourakine (Musée de l'Ermitage, 1801)
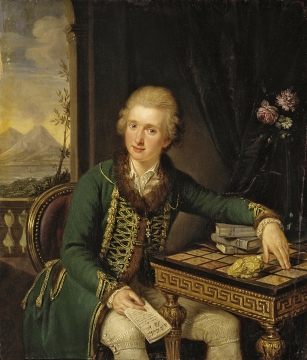
Portrait du comte Michael-Johann von der Borch (galerie Tretiakov)
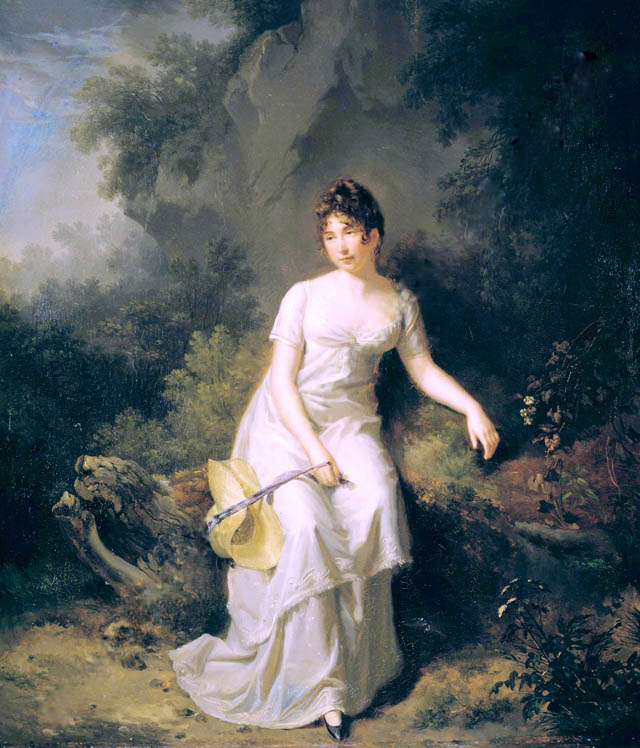
Portrait de la comtesse Golovkine, née princesse Narychkine (galerie Tretiakov)